# Каратай-Садак
Каратай-Садак — река в России, протекает в Абдулинском и Пономарёвском районах Оренбургской области. Исток реки находится к северу от села Емантаево. Является правобережным притоком реки Седяк, её устье находится в 15 км от устья реки Седяк, около деревни Борисовка. Длина реки составляет 26 км. В 6 км от устья, по левому берегу реки впадает река Курмейка. Населённые пункты у реки: Емантаево, Егорьевка, Борисовка.

## Данные водного реестра
По данным государственного водного реестра России относится к Камскому бассейновому округу, водохозяйственный участок реки — Дёма от истока до водомерного поста у деревни Бочкарёва, речной подбассейн реки — Белая. Речной бассейн реки — Кама.
Код объекта в государственном водном реестре — 10010201312111100024410.